# 天使たちの時 〜Time of the Angels〜
『天使たちの時 〜Time of the Angels〜』（てんしたちのとき）は、岡村孝子の通算12枚目のシングル。1989年11月25日発売。発売元はファンハウス（現・ソニー・ミュージックレーベルズ）。
8センチCDとシングル・カセットの2種類がリリースされた。

## 解説
8センチCDには2種類のジャケットが用意されている。
表題曲「天使たちの時 〜Time of the Angels〜」は、クリスマス開催恒例コンサート「Christmas Picnic」のため書き下ろされた。前年12月1日発売の「クリスマスの夜」に続き、2年連続でリリースされたクリスマス・ソング（「クリスマスの夜」はシングルカット作品）。
6枚目のアルバム『Kiss 〜à côté de la mer〜』（1990年6月27日）に収録されているが、表題から「〜Time of the Angels〜」が外されており、録音も一部が差し替えられたもの。
岡村にとって初のミュージック・ビデオが制作され、1989年12月21日にビデオシングル『天使たちの時 〜Time of the Angels〜』としてリリースされた。
同プロモーション・ビデオは『DO MY BEST』初回限定盤付属DVDにも収録。
1993年頃、ABC制作番組『探偵!ナイトスクープ』で、北海道ロケを行ったVTRで（その時の探偵は北野誠）一面の銀世界を映し出した際のBGMとして本曲の冒頭部が流れていた（ちなみに、そのVTRの締めは同じ岡村の「秋の日の夕暮れ」のサビの部分だった）。
カップリング曲の「愛がほしい」は、5枚目のアルバム『Eau Du Ciel （天の水）』（1989年6月24日）からシングルカットされた。日本テレビ系列で放送された『知ってるつもり?!』の初代エンディング・テーマに使用された。

## 収録曲

### 8cmCD
1. 天使たちの時 〜Time of the Angels〜 （5:39）
  - 作詞・作曲: 岡村孝子、編曲: 萩田光雄[1]
2. 愛がほしい （4:50）
  - 作詞・作曲: 岡村孝子、編曲: 田代修二
    - 日本テレビ系「知ってるつもり?!」エンディングテーマソング

### シングル・カセット
- A面

1. 天使たちの時 〜Time of the Angels〜
2. 天使たちの時 〜Time of the Angels〜 （オリジナル・カラオケ）

- B面

1. 愛がほしい
2. 愛がほしい （オリジナル・カラオケ）

## 楽曲の収録作品
- 天使たちの時 〜Time of the Angels〜
  - アルバム未収録
- 天使たちの時
  - Kiss 〜à côté de la mer〜　（6th アルバム）

アルバム収録に際し、ボーカルが録り直され、ドラムスの一部が差し替えられている（ただし、アルバム内ではバージョン違いとは明記されていない）。
- 天使たちの時 （Remix）
  - After Tone II
- 愛がほしい
  - Eau Du Ciel （天の水）　（5th アルバム）
  - DO MY BEST
  - TOY BOX